# 彼得·伊瓦特
彼得·伊瓦特（英語：Peter Evatt，1922年1月5日—1972年12月23日），澳大利亚男子赛艇运动员。他曾代表澳大利亚参加1954年大英帝国和英联邦运动会赛艇比赛，获得一枚金牌。他也曾参加1956年夏季奥林匹克运动会。